# Голубівка (Потіївський район)
Голубівка (Голубів-став, рос. Голубовка, Голубов-став, пол. Hołubówka, Hołubów-staw) — колишнє село у Меньківській сільській раді Потіївського району Волинської округи Української СРР. У 1923 році — адміністративний центр колишньої однойменної сільської ради.

## Населення
В середині 19 століття в поселенні налічувалося 40 мешканців, у другій половині 19 століття — 51 мешканець, православної віри, наприкінці 19 століття — 178 осіб, з них 82 чоловіки та 96 жінок, дворів — 28.

## Історія
В середині 19 століття — сільце Голубів-став Радомисльського повіту Київської губернії. Лежало на річці Візня, за 1 версту вище від Королівки. Входило до православної парафії у Ворсівці.
У другій половині 19 століття — сільце Радомисльського повіту Київської губернії. Лежало в лісистій місцевості серед баген, на річці Візня, притоці Ірші, за 10 верст від Малина. Мешканці займалися переважно лісовими промислами. Власність Билини. Входила до православної парафії у Ворсівці.
Наприкінці 19 століття — сільце Голубівка Потіївської волості Радомисльського повіту Київської губернії, на річці Шлямарка. Відстань до повітового центру, м. Радомисль, де знаходилася також найближча поштово-телеграфна станція — 21 верста, до найближчої поштової земської станції в Облітках — 12 верст, до найближчої залізничної станції Житомир — 69 верст. Основним заняттям мешканців було хліборобство. У поселенні числилося 234 десятини землі, з яких 81 десятина належала поміщикам, 48 десятин — селянам, 105 десятин — іншим прошаркам населення. Власність Романа Вержбицького, господарство в маєтку вів сам поміщик, застосовував багатопілля, як і селяни. Був водяний млин.
У 1923 році увійшло до складу новоствореної Голубівської сільської ради Потіївської волості; адміністративний центр ради. 16 січня 1923 року передане до складу Меньківської сільської ради, яка 7 березня 1923 року увійшла до складу новоутвореного Потіївського району Малинської округи.
Виключене з обліку населених пунктів до 1 жовтня 1941 року.